# Ian Fitzgibbon
Ian Fitzgibbon (Dublino, 1962) è un regista e attore irlandese.

## Carriera
È conosciuto maggiormente per i suoi film Spin the Bottle, A Film with Me in It e Death of a Superhero.
Come attore ha ricoperto numerosi ruoli secondari, tra cui si ricorda quello di padre Jessup in Father Ted.
Nel 2014 ha vinto un premio IFTA per aver diretto la sit-com Moone Boy.

## Filmografia

### Regista

#### Cinema
- Spin the Bottle (2003)
- A Film with Me in It (2008)
- Perrier's Bounty (2009)
- Death of a Superhero (2011)
- Dark Lies the Island (2019)

#### Televisione
- Paths to Freedom, serie TV, 6 episodi (2000)
- Fergus's Wedding, serie TV, 6 episodi (2002)
- Tommy Tiernan: A Little Cracked, film TV (2004)
- Showbands, film TV (2005)
- Showbands II, film TV (2006)
- Be More Ethnic, film TV (2007)
- The Clinic, serie TV, 2 episodi (2007)
- Vexed, serie TV, 3 episodi (2012)
- Threesome, serie TV, 13 episodi (2012)
- Little Crackers, serie TV, 1 episodio (2012)
- Raised by Wolves, serie TV, 13 episodi (2013-2016)
- Moone Boy, serie TV, 6 episodi (2014)
- Trying Again, serie TV, 6 episodi (2014)
- Nurse, serie TV, 4 episodi (2015)
- Damned, serie TV, 6 episodi (2016)
- People of Earth, serie TV, 7 episodi (2016-2017)
- Loaded, serie TV, 3 episodi (2017)
- Wrecked, serie TV, 2 episodi (2017)
- Crazy Wonderful, film TV (2018)
- The Tuckers, serie TV, 1 episodio (2020)
- Beep, film TV (2021)
- Hullraisers, serie TV, 6 episodi (2022)
- Stuck, serie TV, 5 episodi (2022)

### Attore

#### Cinema
- Cin cin (A Fine Romance), regia di Gene Saks (1992)
- The Informant, regia di Jim McBride (1997)
- Best, regia di Mary McGuckian (2000)
- Actors (The Actors), regia di Conor McPherson (2003)
- Adam & Paul, regia di Lenny Abrahamson (2004)
- Death of a Superhero, regia di Ian Fitzgibbon (2011)

#### Televisione
- Prime Suspect, serie TV, 4 episodi (1991-1992)
- L'ispettore Barnaby, serie TV, 1 episodio (1998)
- Father Ted, serie TV, 1 episodio (1998)
- Dalziel and Pascoe, serie TV, 1 episodio (1999)
- Ballykissangel, serie TV, 1 episodio (1999)
- Casualty, serie TV, 4 episodi (2000)
- Paths to Freedom, serie TV, 6 episodi (2000)
- Threesome, serie TV, 2 episodi (2011)
- Trying Again, serie TV, 1 episodio (2014)